# Grootmoeder
Een grootmoeder of oma is een vrouw die een kleindochter of kleinzoon heeft. Dit kan een kind zijn van haar (plus)zoon of van haar (plus)dochter.

## Rol en betekenis
Grootmoeders spelen een belangrijke rol bij de zwangerschap en bevalling van jongere vrouwen, vooral van hun eigen dochters. Bij ontbreken van professionele verloskundigen heeft de grootmoeder een extra belangrijke rol, met name in derde-wereldlanden in Azië, Afrika en Zuid-Amerika. Vanuit hun eigen ervaring hebben grootmoeders kennis over voeding voor de moeder, de zorg voor pasgeborenen, borstvoeding en de zorg voor zieke kinderen. Vooral tijdens de eerste weken en maanden van het leven is de grootmoeder van groot belang voor het gezond opgroeien van een baby.
Als kinderen opgroeien, brengen grootmoeders aan hen de normen en waarden over die zij in hun eigen opvoeding hebben meegekregen. Grootmoeders kunnen dan ook een grote rol spelen in het leven van hun kleinkinderen. Dat geldt met name voor kleindochters en hun grootmoeder van moeders kant. Het blijkt dat de grootmoeder van moeders kant populairder is bij de kleindochter dan die van vaders kant. Een van de oorzaken is mogelijk het feit dat een dochter - de moeder van het kleinkind - beter contact heeft met haar eigen moeder dan met haar schoonmoeder. De intimiteit tussen grootmoeder en kleindochter is groter naarmate de twee dichter bij elkaar in de buurt wonen.

## Rol in traditionele culturen
In verschillende traditionele culturen, zoals in Oezbekistan, India, Malawi, Tanzania en Nigeria (bij de Igbo) worden de pas bevallen moeder en haar baby geïsoleerd van hun omgeving. Deze isolatie kan enkele weken tot maanden duren. Een van de grootmoeders wijdt de moeder in in de zorg voor haar baby. Zij geeft praktische adviezen, draagt haar kennis over, geeft emotionele steun en steunt de moeder ook door het verschaffen van voeding, geld of wat er nog meer nodig is. Soms worden bij deze isolatie ook andere oudere vrouwen ingezet, naast de grootmoeders.
In deze traditionele culturen worden vrouwen op jonge leeftijd voor het eerst moeder, want zij trouwen op hun zeventiende of achttiende jaar. Zij zijn dan nog onervaren op vele gebieden en zullen zelden een besluit over hun baby nemen zonder hun moeder of schoonmoeder te raadplegen. In deze culturen heeft de grootmoeder veel meer invloed op de baby dan de vader, die vooral zorgt voor de financiën en voeding voor het gezin. Hoewel grootmoeders in deze culturen groot gezag hebben, blijkt toch dat zij, bijvoorbeeld in Kenia, onvoldoende kennis hebben over bijvoorbeeld de juiste voeding voor een baby. Gezondheidsvoorlichting moet daarom niet alleen gericht worden op de ouders, maar ook op de grootmoeders.

## Synoniemen voor het woord grootmoeder
Er bestaan veel synoniemen voor het woord grootmoeder. Gebruikelijk zijn de termen oma en opoe. Beide zijn afkomstig uit de kindertaal. Het zijn kinderlijke vervormingen van respectievelijk de woorden grootmama en grootmoeder. Daarbij zijn de eerste letters gr weggevallen, zijn de middelste letters tm vervangen door resp. m en p. Ook zijn de laatste lettergrepen ma en der vervallen.
In het Vlaams bestaan onder andere: bomma, meme, metje, metjen of metj'n, mit, moemoe en moeke. In het Fries wordt beppe gebruikt en in het Gronings opoe. De aanduiding opoe wordt buiten het Gronings nauwelijks nog gebruikt; in veel sociale kringen heeft het een neerbuigende toon.
Daarnaast bestaan er vele koosnamen en andere namen in dialecten, zoals omaatje en omi(e).